# Kobi Scherer
Jakob "Kobi" Scherer (20 de abril de 1931 — 1970) foi um ciclista suíço. Nos Jogos Olímpicos de Verão de 1952 em Helsinque, a equipe suíça de ciclismo terminou em nono lugar na prova de estrada contrarrelógio por equipes, mas Scherer não pontuou.